# Tables, Ladders and Chairs match
TLC: Tables, Ladders & Chairs Match – typ meczu w zapasach zawodowych i odmiana Ladder matchu. Dozwolonymi przedmiotami jakich można używać są – zgodnie z nazwą – stoły, drabiny i krzesła. Celem walki, podobnie jak w Ladder matchach jest ściągnięcie przedmiotu zawieszonego nad ringiem.

## WWF/E – historia meczów
| LP | Mecz | Stypulacja                                                                                    | Wydarzenie                    | Data                 | Miejsce                     | Zwycięzca                    | Czas  |
| -- | --- | --------------------------------------------------------------------------------------------- | ----------------------------- | -------------------- | --------------------------- | ---------------------------- | ----- |
| 1  | Edge i Christian (c) vs. The Hardy Boyz (Jeff i Matt) vs. The Dudley Boyz (Bubba Ray i D-Von) | Triple Threat TLC Match + WWF Tag Team Championship                                           | SummerSlam (2000)             | 27 sierpnia 2000     | Raleigh, Karolina Północna  | Edge i Christian             | 14:51 |
| 2  | The Dudley Boyz (Bubba Ray i D-Von) (c) vs. Edge i Christian vs. The Hardy Boyz (Jeff i Matt) | Triple Threat TLC Match + WWF Tag Team Championship                                           | WrestleMania X-Seven          | 1 kwietnia 2001      | Houston, Teksas             | Edge i Christian             | 15:53 |
| 3  | Chris Jericho i Chris Benoit (c) vs. Edge i Christian vs. The Hardy Boyz (Jeff i Matt) vs. The Dudley Boyz (Bubba Ray i D-Von) | Fatal 4-Way TLC Match + WWF Tag Team Championship                                             | WWF SmackDown                 | 24 maja 2001         | Anaheim, Kalifornia         | Chris Jericho i Chris Benoit | 21:00 |
| 4  | Kane (c) vs. Bubba Ray Dudley i Spike Dudley vs. Christian i Chris Jericho vs. Jeff Hardy i Rob Van Dam | Fatal 4-Way TLC Match + WWF Tag Team Championship                                             | WWE Raw Roulette              | 7 października 2002  | Las Vegas, Nevada           | Kane                         | 25:08 |
| 5  | Edge (c) vs. Ric Flair | Singles TLC Match + WWE Championship                                                          | Raw                           | 16 stycznia 2006     | Raleigh, Karolina Północna  | Edge                         | 16:40 |
| 6  | Edge (c) vs. John Cena | Singles TLC Match + WWE Championship                                                          | Unforgiven (2006)             | 17 września 2006     | Toronto, Ontario, Kanada    | John Cena                    | 25:28 |
| 7  | Edge vs. The Undertaker | Singles TLC Match o zwakowany World Heavyweight Championship                                  | One Night Stand (2008)        | 1 czerwca 2008       | San Diego, Kalifornia       | Edge                         | 23:50 |
| 8  | Jeff Hardy (c) vs. CM Punk | Singles TLC Match + World Heavyweight Championship                                            | SummerSlam (2009)             | 23 sierpnia 2009     | Los Angeles, Kalifornia     | CM Punk                      | 21:42 |
| 9  | Chris Jericho i The Big Show (c) vs. D-Generation X (Triple H i Shawn Michaels) | Tag Team TLC Match + WWE Tag Team Championship                                                | TLC: Tables, Ladders & Chairs | 13 grudnia 2009      | San Antonio, Teksas         | D-Generation X               | 32:32 |
| 10 | The Miz (c) vs. Jerry Lawler | Singles TLC Match + WWE Championship                                                          | Raw                           | 29 listopada 2010    | Filadelfia, Pensylwania     | The Miz                      | 11:52 |
| 11 | Edge vs. Kane (c) vs. Alberto Del Rio vs. Rey Mysterio | Fatal 4-Way TLC Match + World Heavyweight Championship                                        | TLC: Tables, Ladders & Chairs | 19 grudnia 2010      | Houston, Teksas             | Edge                         | 22:47 |
| 12 | CM Punk (c) vs. The Miz vs. Alberto Del Rio | Triple Threat TLC Match + WWE Championship                                                    | TLC: Tables, Ladders & Chairs | 18 grudnia 2011      | Baltimore, Maryland         | CM Punk                      | 18:25 |
| 13 | The Shield (Dean Ambrose, Seth Rollins i Roman Reigns) vs. Team Hell No (Kane i Daniel Bryan) i Ryback | Six-Man Tag Team TLC Match                                                                    | TLC: Tables, Ladders & Chairs | 16 grudnia 2012      | Brooklyn, Nowy Jork         | The Shield                   | 22:46 |
| 14 | CM Punk (c) vs. Ryback | Singles TLC Match + WWE Championship                                                          | Raw                           | 7 stycznia 2013      | Tampa, Floryda              | CM Punk                      | 18:52 |
| 15 | Randy Orton (c-WWE) vs. John Cena (c-World) | Champion vs. Champion TLC Match unifikujący WWE Championship i World Heavyweight Championship | TLC: Tables, Ladders & Chairs | 15 grudnia 2013      | Houston, Teksas             | Randy Orton                  | 24:36 |
| 16 | El Torito vs. Hornswoggle | WeeLC Match                                                                                   | Extreme Rules                 | 4 maja 2014          | East Rutherford, New Jersey | El Torito                    | 10:53 |
| 17 | Bray Wyatt vs. Dean Ambrose | Singles TLC Match                                                                             | TLC: Tables, Ladders & Chairs | 14 grudnia 2014      | Cleveland, Ohio             | Bray Wyatt                   | 26:58 |
| 18 | Sheamus (c) vs. Roman Reigns | Singles TLC Match + WWE World Heavyweight Championship                                        | TLC: Tables, Ladders & Chairs | 13 grudnia 2015      | Boston, Massachusetts       | Sheamus                      | 23:58 |
| 19 | AJ Styles (c) vs. Dean Ambrose | Singles TLC Match + WWE World Championship                                                    | TLC: Tables, Ladders & Chairs | 4 grudnia 2016       | Dallas, Teksas              | AJ Styles                    | 30:50 |
| 20 | The Shield (Dean Ambrose i Seth Rollins) i Kurt Angle vs. The Miz, Braun Strowman, Kane, Cesaro i Sheamus | 5-on-3 Handicap TLC Match                                                                     | TLC: Tables, Ladders & Chairs | 22 października 2017 | Minneapolis, Minnesota      | The Shield i Kurt Angle      | 35:25 |
| 21 | Seth Rollins (c) vs. Baron Corbin | Singles TLC Match + WWE Intercontinental Championship                                         | Raw                           | 10 grudnia 2018      | San Diego, Kalifornia       | Seth Rollins                 | 24:30 |
| 22 | Braun Strowman vs. Baron Corbin | Singles TLC Match                                                                             | TLC: Tables, Ladders & Chairs | 16 grudnia 2018      | San Jose, Kalifornia        | Braun Strowman               | 16:00 |
| 23 | Asuka vs. Becky Lynch (c) vs. Charlotte Flair | Triple Threat TLC Match + WWE SmackDown Women’s Championship                                  | TLC: Tables, Ladders & Chairs | 16 grudnia 2018      | San Jose, Kalifornia        | Asuka                        | 21:45 |
| 24 | King Corbin vs. Roman Reigns | Singles TLC Match                                                                             | TLC: Tables, Ladders & Chairs | 15 grudnia 2019      | Minneapolis, Minnesota      | King Corbin                  | 22:20 |
| 25 | The Kabuki Warriors (Asuka i Kairi Sane) (c) vs. Becky Lynch i Charlotte Flair | Tag Team TLC Match + WWE Women’s Tag Team Championship                                        | TLC: Tables, Ladders & Chairs | 15 grudnia 2019      | Minneapolis, Minnesota      | The Kabuki Warriors          | 26:00 |
| 26 | Io Shirai (c) vs. Candice LeRae | Singles Tables, Ladders and Scares Match + NXT Women’s Championship                           | NXT: Halloween Havoc          | 28 października 2020 | Orlando, Floryda            | Io Shirai                    | 16:30 |
| 27 | Drew McIntyre (c) vs. AJ Styles vs. The Miz | Triple Threat TLC Match + WWE Championship                                                    | TLC: Tables, Ladders & Chairs | 20 grudnia 2020      | St. Petersburg, Floryda     | Drew McIntyre                | 27:05 |
| 28 | Roman Reigns (c) vs. Kevin Owens | Singles TLC Match + WWE Universal Championship                                                | TLC: Tables, Ladders & Chairs | 20 grudnia 2020      | St. Petersburg, Floryda     | Roman Reigns                 | 24:45 |
| 29 | The Creed Brothers (Brutus Creed i Julius Creed) vs. Angel Garza i Humberto Carrillo | Tag team Tables, Ladders and Scares Match                                                     | NXT: Halloween Havoc          | 31 października 2023 | Orlando, Floryda            | The Creed Brothers           | 14:03 |
| 30 | Tony D’Angelo (c) vs. Oba Femi | Singles Tables, Ladders and Scares Match + NXT North American Championship                    | NXT Halloween Havoc           | 27 października 2024 | Hershey, Pensylwania        | Tony D’Angelo                | 15:20 |
| 31 | The Street Profits (Montez Ford i Angelo Dawkins) (c) vs. #DIY (Johnny Gargano i Tommaso Ciampa) vs. Motor City Machine Guns (Chris Sabin i Alex Shelley) | Triple Threat Tag Team TLC Match + WWE Tag Team Championship                                  | SmackDown                     | 25 kwietnia 2025     | Fort Worth, Teksas          | The Street Profits           | 25:00 |
| 32 | The Wyatt Sicks (Dexter Lumis i Joe Gacy) (c) vs. Andrade i Rey Fénix vs. #DIY (Johnny Gargano i Tommaso Ciampa) vs. Fraxiom (Axiom i Nathan Frazer) vs. Motor City Machine Guns (Alex Shelley i Chris Sabin) vs. The Street Profits (Angelo Dawkins i Montez Ford) | Six-Pack Tag Team TLC Match + WWE Tag Team Championship                                       | SummerSlam Noc 2              | 3 sierpnia 2025      | East Rutherford, New Jersey | The Wyatt Sicks              | 16:00 |

### Lista uczestników

#### Mężczyźni
| Osoba             | Zwycięstwa | Występy |
| ----------------- | ---------- | ------- |
| Edge              | 5          | 7       |
| CM Punk           | 3          | 3       |
| Seth Rollins      | 3          | 3       |
| Christian         | 2          | 4       |
| Dean Ambrose      | 2          | 4       |
| Roman Reigns      | 2          | 4       |
| Chris Benoit      | 1          | 1       |
| Triple H          | 1          | 1       |
| Shawn Michaels    | 1          | 1       |
| Randy Orton       | 1          | 1       |
| El Torito         | 1          | 1       |
| Bray Wyatt        | 1          | 1       |
| Kurt Angle        | 1          | 1       |
| Drew McIntyre     | 1          | 1       |
| Brutus Creed      | 1          | 1       |
| Julius Creed      | 1          | 1       |
| Tony D’Angelo     | 1          | 1       |
| Dexter Lumis      | 1          | 1       |
| Joe Gacy          | 1          | 1       |
| Montez Ford       | 1          | 2       |
| Angelo Dawkins    | 1          | 2       |
| John Cena         | 1          | 2       |
| Sheamus           | 1          | 2       |
| Braun Strowman    | 1          | 2       |
| AJ Styles         | 1          | 2       |
| Chris Jericho     | 1          | 3       |
| Baron Corbin      | 1          | 3       |
| Kane              | 1          | 4       |
| The Miz           | 1          | 4       |
| Spike Dudley      | 0          | 1       |
| Rob Van Dam       | 0          | 1       |
| Ric Flair         | 0          | 1       |
| The Undertaker    | 0          | 1       |
| Big Show          | 0          | 1       |
| Jerry Lawler      | 0          | 1       |
| Rey Mysterio      | 0          | 1       |
| Daniel Bryan      | 0          | 1       |
| Hornswoggle       | 0          | 1       |
| Cesaro            | 0          | 1       |
| Kevin Owens       | 0          | 1       |
| Angel Garza       | 0          | 1       |
| Humberto Carrillo | 0          | 1       |
| Oba Femi          | 0          | 1       |
| Andrade           | 0          | 1       |
| Rey Fénix         | 0          | 1       |
| Axiom             | 0          | 1       |
| Nathan Frazer     | 0          | 1       |
| Johnny Gargano    | 0          | 2       |
| Tommaso Ciampa    | 0          | 2       |
| Chris Sabin       | 0          | 2       |
| Alex Shelley      | 0          | 2       |
| Alberto Del Rio   | 0          | 2       |
| Ryback            | 0          | 2       |
| Matt Hardy        | 0          | 3       |
| D-Von Dudley      | 0          | 3       |
| Bubba Ray Dudley  | 0          | 4       |
| Jeff Hardy        | 0          | 5       |

#### Kobiety
| Osoba           | Zwycięstwa | Występy |
| --------------- | ---------- | ------- |
| Asuka           | 2          | 2       |
| Kairi Sane      | 1          | 1       |
| Io Shirai       | 1          | 1       |
| Candice LeRae   | 0          | 1       |
| Becky Lynch     | 0          | 2       |
| Charlotte Flair | 0          | 2       |